# Wanne Synnave
Wanne Synnave (Duffel, 18 november 1996) is een Belgisch acteur, schrijver en radiomaker.

## Levensloop
Synnave studeerde een jaar Acteren aan het Conservatorium van Antwerpen, waar hij les kreeg van onder meer Frank Focketyn en Sara De Roo. Hij studeerde af als journalist aan Thomas More in Mechelen.
In het theater was hij onder meer te zien in Muerto!., Magdalena en de Piet Piraatshow
Voor de camera was hij te zien in Kosmoo, Hartendief en in de korte film Sigi & Julia.
Hij schreef het script en de liedteksten voor de musicals Magdalena, waarin hij ook de rol van Aedan vertolkte, November 89, June Foster en If I Fall.
Sinds 26 augustus 2019 was hij MNM-sidekick in de Grote Peter Van De Veire Ochtendshow, samen met Kawtar Ehlalouch.
In 2021 schreef hij zijn eerste boek, Hou me niet vast, dat uitgegeven werd door Standaard Uitgeverij.
Op 28 oktober 2022 werd de samenwerking met VRT eenzijdig opgezegd na een reeks meldingen over grensoverschrijdend gedrag tegenover minderjarige jongens. Het vooronderzoek van het Antwerpse parket werd zonder gevolg afgesloten wegens gebrek aan bewijzen. Er diende nooit iemand een officiële klacht in. In 2024 werd het dossier definitief geseponeerd.
In 2022 schreef en componeerde hij de muziek voor de musical Kamp Delta, die in 2024 als eerste volledig Belgische musical ooit werd opgevoerd in Amerika, op St. Mary's Memorial High School in Ohio.
In 2023 ging zijn musical Home for Christmas in première, met Deborah De Ridder als Carol. De muziek van Home for Christmas werd gecomponeerd door Jens Broes.

## Musical
| Jaar           | Titel                             | Rol            | Noten               |
| -------------- | --------------------------------- | -------------- | ------------------- |
| 2025           | Esta Noche                        |                | Auteur en componist |
| 2024           | Bucketlist                        |                | Auteur en regisseur |
| 2024           | VRIJDAG.                          |                | Auteur en regisseur |
| 2023           | Home for Christmas                |                | Auteur              |
| 2022           | Kamp Delta                        |                | Auteur en componist |
| 2021-2022-2023 | If I fall                         |                | Auteur              |
| 2020           | Ganesha                           | Diverse rollen |                     |
| 2019           | Piet Piraat-show De Toverlantaarn | Piraat Phil    |                     |
| 2019           | November 89                       |                | Auteur              |
| 2018           | Magdalena                         | Aedan          | Auteur              |
| 2016           | Muerto!                           | Ensemble       |                     |
| 2016           | The Wave                          | Kevin          |                     |
| 2013           | Beauty and the Beast              | Lefou          |                     |
| 2009-2010      | Smike                             | Wackford Jr.   |                     |

## Film en televisie
| Jaar | Titel        | Rol     | Noten                        |
| ---- | ------------ | ------- | ---------------------------- |
| 2017 | Kosmoo       | Hendrik | Aflevering Digitale Diefstal |
| 2015 | Hartendief   | Max     |                              |
| 2014 | Sigi & Julia | Sigi    |                              |

## Boeken
| Jaar | Titel            | Uitgever             |
| ---- | ---------------- | -------------------- |
| 2021 | Hou me niet vast | Standaard Uitgeverij |